# Canthonella baorucensis
Canthonella baorucensis là một loài bọ cánh cứng trong họ Bọ hung (Scarabaeidae).